# Destroy 2000 Years of Culture E.P.
Destroy 2000 Years of Culture E.P. – minialbum niemieckiego zespołu digital hardcore Atari Teenage Riot, wydany w 1997 roku przez Digital Hardcore Recordings. Został wyprodukowany przez Aleca Empire. W 1998 roku wydano specjalne australijskie wydanie minialbumu.

## Lista utworów
1. "Destroy 2000 Years of Culture" - 3:50
2. "Paranoid" - 3:00
3. "Destroy 2000 Years of Culture" (Remix) - 4:24
4. "You Can't Hold Us Back" (Instrumental) - 3:59
5. Bez tytułu (ukryty utwór instrumentalny) - 3:18

Destroy 2000 Years of Culture E.P. (Australian Tour E.P.)
1. "Destroy 2000 Years of Culture" - 3:51
2. "Atari Teenage Riot" 	3:37
3. "Sick to Death" (na żywo w Filadelfii 21-12-1997) - 3:54
4. "Into the Death" (na żywo w Filadelfii 21-12-1997) - 5:37
5. "Destroy 2000 Years of Culture" (Remix) - 4:25